# Sylvisorex camerunensis
Sylvisorex camerunensis är en däggdjursart som beskrevs av Heim de Balsac 1968. Sylvisorex camerunensis ingår i släktet Sylvisorex och familjen näbbmöss. Inga underarter finns listade i Catalogue of Life.
Arten lever med flera från varandra skilda populationer i nordvästra Kamerun och östra Nigeria. Den vistas i bergstrakter som är ungefär 2000 till 2300 meter höga. Habitatet utgörs av fuktiga bergsskogar.
Denna näbbmus blir 55 till 60 mm lång (huvud och bål), har en lika lång svans och väger 4 till 5 g. Bakfötterna är 11 till 13 mm långa och öronen 8 till 10 mm stora. Den mjuka pälsen är på ovansidan mörkbrun och på undersidan likaså eller lite ljusare. Vid buken kan det finnas en silvergrå skugga. Även svansen är mörk och täckt med några styva hår. Mellan framtänderna och kindtänderna finns fyra tänder med en enkel spets. Den första av dessa är störst.
Skogarnas omvandling till betes- och odlingsmark hotar beståndet. IUCN kategoriserar arten globalt som sårbar.